# آية البخاري
آية عبد الناصر البخاري (مواليد 4 أكتوبر 2002)، لاعبة كرة قدم لبنانية، تلعب في خط الوسط لنادي نجوم الرياضة اللبناني.

## مهنة النادي
بعد أن لعبت سابقًا مع نادي طرابلس (لبنان) ، انضمت البخاري إلى نادي السلام زغرتا في عام 2018 ، حيث قضت موسمين.  لعبت مع فريق تحت 17 عامًا وتحت 19 عامًا والمستوى الأعلى. في 21 يوليو 2020، انضمت البخاري إلى نادي الصفاء الرياضي للسيدات وصيف بطل الدوري قبل موسم 2020-21.  انتقلت إلى نجوم الرياضة حامل اللقب في سبتمبر 2022. 

## الإنجازات
نادي الصفاء
- بطولة أندية اتحاد غرب آسيا لكرة القدم للسيدات : 2022
- الدوري اللبناني لكرة القدم للسيدات : 2020-21

المنتخب اللبناني
- المركز الثالث في بطولة اتحاد غرب آسيا لكرة القدم للسيدات 2019

## أنظر أيضاً
- قائمة لاعبات كرة القدم اللبنانية

## روابط خارجية
- آية البخاري على موقع أف آي لبنان (FA Lebanon)